# 人気怪獣大パレード
『春休みスペシャル 人気怪獣大パレード』（はるやすみスペシャル にんきかいじゅうだいパレード）は、1984年3月26日から同年3月30日の5回にわたって、テレビ東京の『5夜連続シリーズ スーパーTV』で放送された特別番組である。

## 概要
テレビ東京が1983年10月から1984年9月まで平日20時枠に放送していた、1つのテーマを5回に渡って放送する帯情報番組『5夜連続シリーズ スーパーTV』の第24週目に放送、円谷プロダクションが「第二次怪獣ブーム」の最中に制作した作品の中から、『ファイヤーマン』・『ウルトラマンタロウ』・『ミラーマン』・『ジャンボーグA』を取り上げ、各作品の名場面を紹介する。
番組フォーマットは3パートからなり、前半は各作品に登場する怪獣が大暴れする場面、中盤はドラマ（後述）、後半は怪獣とヒーローたちの対決という作りになっている。そしてドラマは、第1回から第4回までは各作品からヒーロー誕生エピソードの第1話を含む､３エピソードを選出して再編集、ナレーターはオリジナル担当者に新録を依頼した。そして第5回は各作品の「最終回」を放送した。
番組の間には、『ウルトラマン』に登場した「友好珍獣ピグモン」・「宇宙忍者バルタン星人」・「どくろ怪獣レッドキング」の3体がアニメキャラで登場し、ボクシングなどのスポーツをモチーフにしたアニメを放送した。

## 放送リスト
| 回 | 放送日  | サブタイトル               | 取り上げた作品     |
| -- | ------- | -------------------------- | ------------------ |
| 1  | 3月26日 | 深海の怪獣大決戦！         | ファイヤーマン     |
| 2  | 3月27日 | 行け！ウルトラ6兄弟        | ウルトラマンタロウ |
| 3  | 3月28日 | 魔の怪獣墓場               | ミラーマン         |
| 4  | 3月29日 | 怪獣軍団連続大侵略         | ジャンボーグA      |
| 5  | 3月30日 | ５大ヒーローさよなら大奮戦 | （最終回特集）     |

## 声の出演
- ピグモン：田村景子
- バルタン星人：三遊亭小遊三
- レッドキング：滝口順平

## スタッフ
- プロデューサー：神山安平、満田かずほ
- 企画：円谷粲
- アニメ製作：オカ・スタジオ
- 構成、演出：クニトシロウ
- 制作：テレビ東京、円谷プロダクション

## テーマ曲
- オープニング「出撃!SAF」
  - 原曲は『ファイヤーマン』エンディング。
- エンディング「怪獣レクイエム」
  - 原曲は『ザ☆ウルトラマン』挿入歌。